# André Bakst
Pour les articles homonymes, voir Bakst.

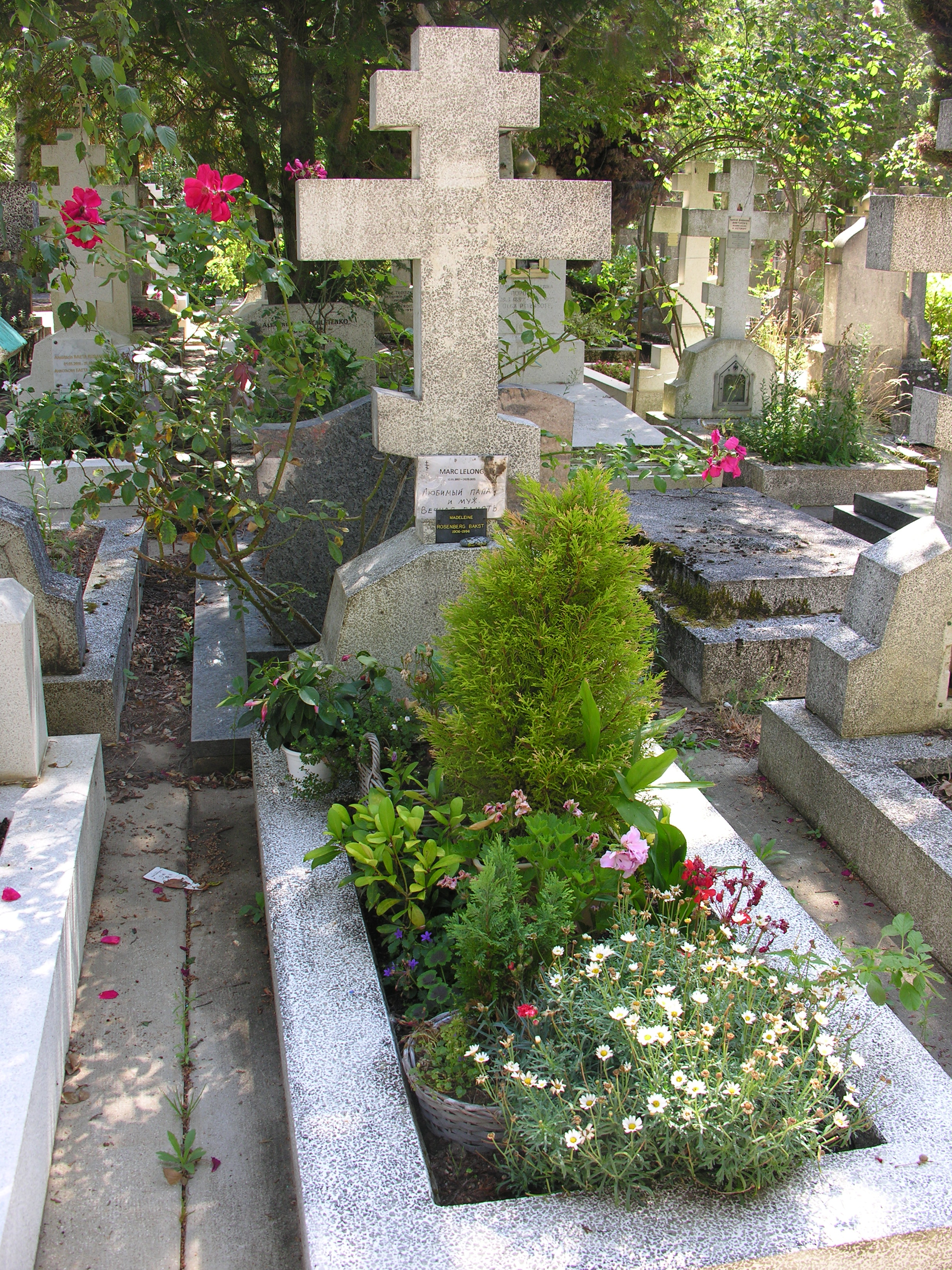
Vue de la sépulture.

André Bakst est un décorateur et scénographe français, né le 21 septembre 1907 à Saint-Cloud et mort le 8 février 1972 à Paris.

## Enfance
André Bakst est le fils du peintre Léon Bakst, le principal collaborateur des Ballets russes, la compagnie de Serge Diaghilev.
Après la séparation de ses parents, il grandit auprès de sa mère Lioubov Pavlovna, née Trétiakov, et de sa demi-sœur Marina à Saint-Pétersbourg. Son père le voit de loin en loin.
Après la déclaration de guerre en 1914, Lioubov Pavlovna est contrainte  de rester en Russie avec ses deux enfants, alors que Léon Bakst est à Paris en France, puis s'installe à Lausanne en Suisse.
La Révolution russe de 1917 coupe le lien entre Léon Bakst et Lioubov Pavlovna et ses enfants.
Après des années de démarche, aidé par Igor Grabar et Anatoli Lounatcharski, Léon Bakst parvient à faire sortir de Russie son ex-femme et les deux enfants en 1922. Lioubov Pavlovna s’installe avec « Andrioucha », alors âgé de 15 ans, auprès de sa plus jeune sœur à Sanremo sur la Riviera italienne. 
La mort de Léon Bakst en décembre 1924 amène « Andrioucha » à faire plus ample connaissance de sa grand-mère Sophie Kliatchko qui vit alors à Clamart et à Viroflay avec ses enfants Mila, Maroussia, Berthe et Pavlik.

## Jeunesse
André Bakst se lie d’amitié avec André Barsacq, qui a épousé Mila, et avec son frère Léon Barsacq. 
« Andrioucha » collabore épisodiquement avec eux, tantôt pour des films, tantôt pour des pièces de théâtre. Il expose également au Salon d'Automne à plusieurs reprises jusqu'en 1937.
Il est mobilisé en 1939 à l’âge de 32 ans. Il est fait prisonnier par les Allemands, et passe les cinq années de la guerre dans un Stalag de Poméranie.

## Théâtre, cinéma et télévision
A la Libération, il revient en France et épouse Madeleine Fortan, la parente du modèle de l'Aziyadé de Pierre Loti.
Il devient un des assistants de Léon Barsacq et conçoit les décors de certaines pièces russes montées par André Barsacq au Théâtre de l'Atelier.
Il travaille également avec Jean Grémillon, Alexandre Astruc, Claude Santelli et nombre de réalisateurs. 
Son ascendance russe en fait également un subtil médiateur de l'atmosphère slave, en particulier de Gogol, Tchekhov ou Maïakovski.
Il meurt au cours d’une opération de la sphère cardiaque à l'Hôpital Broussais dans le 14e arrondissement de Paris. Il est inhumé dans le cimetière russe de Sainte-Geneviève-des-Bois.

## Décorateur et costumier au théâtre
- 1948: Le Revizor de Nicolas Gogol, mise-en-scène André Barsacq, Théâtre de l'Atelier
- 1953: Médée de Jean Anouilh, mise-en-scène André Barsacq, Théâtre de l'Atelier
- 1955: La Mouette d'Anton Tchekhov, mise-en-scène André Barsacq, Théâtre de l'Atelier
- 1958: La Punaise de Vladimir Maïakovski, mise-en-scène André Barsacq, Théâtre de l'Atelier

## Décorateur au cinéma
- 1946: L'idiot de Georges Lampin
- 1947: Le silence est d'or de René Clair
- 1947: Danger de mort de Gilles Grangier
- 1949: Pattes blanches de Jean Gremillon
- 1949: Maya de Raymond Bernard
- 1950: Le château de verre de René Clément
- 1951: L'aiguille rouge de Emil-Edwin Reinert
- 1951: Deux sous de violettes de Jean Anouilh
- 1952: Les belles de nuit de René Clair
- 1953: La dame aux camélias de Raymond Bernard
- 1957: Porte des Lilas de René Clair
- 1958: Le gorille vous salue bien de Bernard Borderie
- 1959: Le chemin des écoliers de Michel Boisrond
- 1961: La princesse de Clèves de Jean Delannoy
- 1961: Le triomphe de Michel Strogoff de Victor Tourjansky

## Décorateur à la télévision
- 1964: Méliès le magicien de Montreuil-sous-bois, réalisation Alexandre Astruc
- 1964: Babek de Guillaume Hanoteau, réalisation Guy Lessertisseur
- 1964: Six personnages en quête d'auteur de Luigi Pirandello, réalisation René Lucot
- 1964: Les aventures de Monsieur Pickwick de Charles Dickens, réalisation René Lucot
- 1964: Le magasin d'Antiquités de Charles Dickens, réalisation Claude Santelli
- 1964: Le Puits et le pendule d'Edgar Poe, réalisation Alexandre Astruc
- 1965: Le soleil noir de Maurice Toesca, réalisation Edmond Tybo
- 1966: Monsieur Robert-Houdin, réalisation de Robert Valey
- 1966: Un mois à la campagne d'Ivan Tourgueniev, réalisation André Barsacq
- 1967: Le Roi-Cerf de Carlo Goldoni, réalisation André Barsacq
- 1967: La bonne peinture de Marcel Aymé, réalisation Philippe Agostini
- 1968 : L’Idiot de Dostoïevski, réalisation André Barsacq
- 1969: Le Revizor de Nicolas Gogol, réalisation André Barsacq
- 1969: Léonce et Léna de Georg Büchner, réalisation Guy Lessertisseur
- 1970 : Tête d'horloge de Jean-Paul Sassy (téléfilm)
- 1970: Ils étaient tous mes fils d'Arthur Miller, réalisation Agnès Delarive
- 1971: Ma femme d'Anton Tchekov, réalisation Jean L'Hote